# イントレピッド (駆逐艦)
イントレピッド (HMS Intrepid, D10) はイギリス海軍の駆逐艦。I級。

## 艦歴
1936年1月13日にワイト島のJ・サミュエル・ホワイトで起工、1936年12月17日に進水し、1937年7月29日に就役した。
第二次世界大戦中、1939年10月14日にアイルランド南西でドイツ潜水艦「U45」を攻撃、撃沈した。1941年5月にはドイツ戦艦「ビスマルク」追撃戦に、7月・8月にはEF作戦に参加、1942年8月にはペデスタル作戦に参加しマルタへの船団を護衛した。1943年9月27日、エーゲ海のレロス島沖でドイツ軍のJu 88の攻撃を受け沈没。